# Жуковский, Александр Михайлович (дирижёр)
Алекса́ндр Миха́йлович Жуко́вский (5 сентября 1939, Прилуки — 29 марта 2017, Иваново) — советский и российский хоровой дирижёр, педагог. Создатель, художественный руководитель и дирижёр «Хоровой капеллы мальчиков и юношей» города Иванова. Заслуженный работник культуры Российской Федерации. Почётный гражданин города Иванова (2009). Почётный работник образования Ивановской области (2013). Почётный член Всероссийского хорового общества.

## Биография
Родился на Украине (УССР) в городе Прилуки (Черниговская область). В 1962 году окончил Ивановское музыкальное училище, в котором учился у Заслуженного работника культуры РСФСР и руководителя Ивановской народной хоровой капеллы текстильщиков Изабеллы Николаевны Ивановой, впоследствии работавшей вместе с ним с 1992 года в «Хоровой капелле мальчиков и юношей».
С 1962 по 1967 год учился в Белорусской Государственной консерватории им. А. В. Луначарского (ныне Белорусская государственная академия музыки) по специальности «дирижер-хормейстер» на факультете хорового дирижирования в классе Народного артиста СССР Виктора Владимировича Ровдо. В 1968—1974 годах — организатор и художественный руководитель ансамбля песни и танца Дворца пионеров г. Иванова (ныне МБУДО «Ивановский городской Дворец детского и юношеского творчества»).
С 1972 по 1988 год — руководитель городского Народного мужского хора. С коллективом Народного мужского хора А. М. Жуковский вел активную концертную деятельность на территории СССР и за рубежом. Коллектив выступал с концертами в Белоруссии, Армении, Латвии, Польше и др.
Руководил хоровыми и вокальными коллективами Ивановского государственного мединститута, преподавал в Ивановском музыкальном училище.
В 1984 году создал в Иванове «Хоровую капеллу мальчиков», которой отдал более 30 лет и руководил до конца своей жизни.
Был членом Общественной палаты Ивановской области, членом комиссии по наградам Департамента культуры Ивановской области.
Награжден медалями ордена «За заслуги перед Отечеством» I и II степеней и многими другими наградами. В 2009 году решением Ивановской городской Думы № 1044 от 29 апреля А. М. Жуковскому было присвоено звание Почетный гражданин города Иванова. Его имя занесено в энциклопедию «Лучшие люди России» (2003).
А. М. Жуковский умер 29 марта 2017 года. Проститься с выдающимся музыкантом в ЦКиО г. Иванова пришли тысячи людей. Похоронен на кладбище Балино города Иванова.

## Хоровая капелла мальчиков и юношей города Иванова
«Хоровая капелла мальчиков и юношей» организована А. М. Жуковским в 1984 году при Дворце пионеров города Иванова. Цель коллектива — возвращение к богатейшему духовному наследию мировой музыкальной культуры и возрождение подлинно русских традиций хорового пения. В 1991 году «Хоровой капелле мальчиков и юношей» присвоено звание «Образцовый художественный коллектив».
В 1992 году образована «Хоровая школа мальчиков» при Дворце детского и юношеского творчества. Комплексная образовательная программа, разработанная Александром Михайловичем Жуковским, стала победителем Всероссийского конкурса педагогических идей «Русская школа».
Коллектив капеллы является лауреатом многих городских, региональных, всероссийских и международных конкурсов и фестивалей: лауреат I степени международного фестиваля-конкурса талантливых детей и молодёжи «Золотое кольцо», III Всероссийского Покровского конкурса детского и юношеского творчества, международного фестиваля хоров мальчиков и юношей «Звучат мальчишек голоса» (г. Дубна, 2004 г.), международного хорового фестиваля имени Владислава Соколова (г. Рыбинск), международного фестиваля «Хрустальная лира», международного хорового конкурса-фестиваля «Дружба», «Cantemus», Славянского форума «Золотой Витязь», конкурсов «Поющее детство», «Славянский ход», «Серебряные голоса», «Орфей», «Жар-птица», обладатель премии I степени Центрального федерального округа в номинации «За произведения для детей и юношества и творчество молодых» и др.
В мае 2017 года «Хоровой капелле мальчиков и юношей» города Иванова было присвоено имя её создателя Александра Михайловича Жуковского.

## Награды и звания
- Заслуженный работник культуры Российской Федерации
- Медаль ордена «За заслуги перед Отечеством» I степени (2008) «За достигнутые трудовые успехи и многолетнюю плодотворную работу»[12][13]
- Медаль ордена «За заслуги перед Отечеством» II степени (2002) «За многолетнюю плодотворную деятельность в области культуры и искусства, большой вклад в укрепление дружбы и сотрудничества между народами»[14]
- Орден преподобного Сергия Радонежского III степени (2004)
- Благодарность Президента РФ В. В. Путина (2015) «За заслуги в развитии отечественной культуры и многолетнюю плодотворную деятельность»[15][16]
- Орден Святителя Николая, архиепископа Мирликийского, Чудотворца (2004)[17]
- Памятная медаль «XXII Олимпийские зимние игры и XI Паралимпийские зимние игры 2014 года в г. Сочи» «За помощь в организации культурно-массовых мероприятий во время эстафеты олимпийского огня»[18]
- Памятная медаль «Патриот России»[19]
- Памятная медаль «90 лет Иваново-Вознесенкой губернии» (2008)[20]
- Памятная медаль «95 лет Иваново-Вознесенкой губернии» (2013)[21]
- Знак отличия «За заслуги перед городом Ивановом» (2005) «За большой личный вклад в дело музыкально-эстетического образования подрастающего поколения»[22]
- Памятный знак Краснознаменной 16-й эскадры подводных лодок (в/ч 62695) Тихоокеанского флота за участие в праздничных мероприятиях в честь 100-летия подводного флота России (2006). Знак был освящен на борту РПК СН «Святой Георгий Победоносец»
- Памятный знак за участие в праздничных мероприятиях в честь 65-летия 968-го Севастопольского Краснознаменного Ордена Суворова III степени исследовательско-инструкторского смешанного авиационного полка (в/ч 16651 г. Липецк) (2006)[23]
- Обладатель знака «Общественное признание» в номинации «Человек-легенда» (2014)[24][25][26]
- Почетный гражданин города Иванова (2009)
- Почётный работник образования Ивановской области (2013)
- Почётный профессор Ивановской государственной медицинской академии
- Почётный член Всероссийского хорового общества
- Лауреат областной премии Ленинского комсомола (1972) как руководитель ансамбля песни и танца ивановского Дворца пионеров и школьников за концертные программы 1970—1972 гг.[27][28]
- Обладатель премии «Престиж» в области образования[29]
- Обладатель четырёх премий «За личный вклад в развитие культуры и искусства города Иванова» (1991, 1997 и др.)[30] «За профессионализм работы в развитии детского хорового искусства» (1997)
- Первый обладатель золотого знака «Триумф»

## Память

Мемориальная доска памяти А. М. Жуковского

- В мае 2017 года «Хоровой капелле мальчиков и юношей» города Иванова присвоено имя её создателя Александра Михайловича Жуковского.
- 28 марта 2018 года в преддверии первой годовщины со дня смерти Александра Михайловича Жуковского была открыта мемориальная доска, установленная на фасаде здания Дворца детского и юношеского творчества города Иванова, в котором он работал в качестве руководителя ансамбля песни и танца, а в 1984 году организовал «Хоровую капеллу мальчиков и юношей», которой руководил в течение 33 лет: c 1984 по 2017 гг. На мероприятии присутствовали родственники, ученики, коллеги и поклонники таланта А. М. Жуковского.[31][32][33][34]
- 14 апреля 2018 года в зале ЦКиО города Иванова состоялся первый Фестиваль хорового искусства, посвященный Александру Михайловичу Жуковскому. В нем приняли участие хоровые коллективы из Владимира, Нижнего Новгорода, Рыбинска, Кинешмы, Иванова и др.[35]
- 16 ноября 2018 года в концертном зале «Классика» (г. Иваново) состоялась презентация книги, посвященной Александру Михайловичу Жуковскому, под названием «Музыка детских сердец. Памяти Александра Михайловича Жуковского».[36] В книгу вошли воспоминания семьи, коллег, воспитанников коллективов под его руководством и учеников из музыкального училища, друзей, деятелей культуры, именитых артистов, представителей общественности и власти, а также фотоматериалы разных лет и фрагменты летописи созданной им Хоровой капеллы мальчиков. Редактор-составитель книги — доктор исторических наук, член Союза писателей России, профессор А. А. Федотов.[37][38][39][40][41]
- 3 сентября 2021 года состоялось открытие музея в рабочем кабинете Александра Михайловича во Дворце детского и юношеского творчества, приуроченное к 82-летию со дня рождения маэстро.[42]